# اترسبورگ
اترسبورگ (به آلمانی: Ettersburg) یک شهر در آلمان است که در وایمارر لاند واقع شده‌است. اترسبورگ ۵۹۱ نفر جمعیت دارد.